# Leioplegma polyphyllon
Leioplegma polyphyllon är en svampdjursart som beskrevs av Henry M. Reiswig och Tsurumi 1996. Leioplegma polyphyllon ingår i släktet Leioplegma och familjen Aulocalycidae. Inga underarter finns listade i Catalogue of Life.